# Communauté de communes du Pays Belmontais (Sarthe)
Pour les articles homonymes, voir Communauté de communes du Pays Belmontais (Aveyron).
La communauté de communes du Pays Belmontais est une ancienne communauté de communes française, située dans le département de la Sarthe et la région Pays de la Loire.

## Histoire
La communauté de communes est fondée par arrêté préfectoral du 26 décembre 1994. Elle fusionne le 1er janvier 2017 avec la communauté de communes des Alpes Mancelles et la communauté de communes des Portes du Maine Normand pour former la communauté de communes Haute Sarthe Alpes Mancelles.

## Composition
Elle regroupait treize communes :
| Nom                         | Code Insee | Gentilé              | Superficie (km2) | Population (dernière pop. légale) | Densité (hab./km2) |
| --------------------------- | ---------- | -------------------- | ---------------- | --------------------------------- | ------------------ |
| Beaumont-sur-Sarthe (siège) | 72029      | Belmontais           | 6,64             | 1 945 (2014)                      | 293                |
| Assé-le-Riboul              | 72012      | Asséens              | 16,77            | 522 (2014)                        | 31                 |
| Coulombiers                 | 72097      | Colombériens         | 12,34            | 444 (2021)                        | 36                 |
| Doucelles                   | 72120      | Doucellois           | 4,48             | 253 (2014)                        | 56                 |
| Juillé                      | 72152      | Juilléens            | 5,72             | 476 (2014)                        | 83                 |
| Maresché                    | 72186      | Mareschéens          | 15,01            | 910 (2014)                        | 61                 |
| Piacé                       | 72235      | Piacéens             | 10,12            | 370 (2014)                        | 37                 |
| Saint-Christophe-du-Jambet  | 72273      | Saint-Christophorais | 11,24            | 220 (2014)                        | 20                 |
| Saint-Marceau               | 72297      | Marcelins            | 8,91             | 531 (2014)                        | 60                 |
| Ségrie                      | 72332      | Ségriens             | 21,99            | 617 (2014)                        | 28                 |
| Le Tronchet                 | 72362      | Tronchetois          | 3,89             | 149 (2014)                        | 38                 |
| Vernie                      | 72370      | Vernissois           | 9,90             | 350 (2014)                        | 35                 |
| Vivoin                      | 72380      | Vivoinais            | 18,26            | 937 (2014)                        | 51                 |

## Administration
| Période | Période       | Identité       | Étiquette | Qualité                      |
| ------- | ------------- | -------------- | --------- | ---------------------------- |
| 1995    | décembre 2016 | François Robin | DVD       | Maire de Beaumont-sur-Sarthe |